# Vurpăr
Vurpăr (in ungherese Vurpod, in tedesco Burgberg) è un comune della Romania di 2447 abitanti, ubicato nel distretto di Sibiu, nella regione storica della Transilvania.